# Puerto Aventuras
Puerto Aventuras es una población localizada en el municipio de Playa del Carmen, en el estado de Quintana Roo, México, en la Riviera Maya a 15 min. de Playa del Carmen, 30 min. de Tulum y una hora del Aeropuerto Internacional de Cancún. 
Es un sitio turístico, pues se encuentra rodeado de playas, cenotes, sitios arqueológicos como Tulum, Cobá, Chichén Itzá, y parques temáticos (tales como Xcaret, Xel-Há, Xplor entre otros). Puerto Aventuras cuenta con una marina, playas frente al Mar Caribe y un campo de golf.

## Población
La comunidad de Puerto Aventuras se divide en dos mayores áreas:
- Complejo Puerto Aventuras: Zona residencial y desarrollo turístico.
- Poblado Puerto Aventuras: fraccionamientos de interés social y colonias populares.

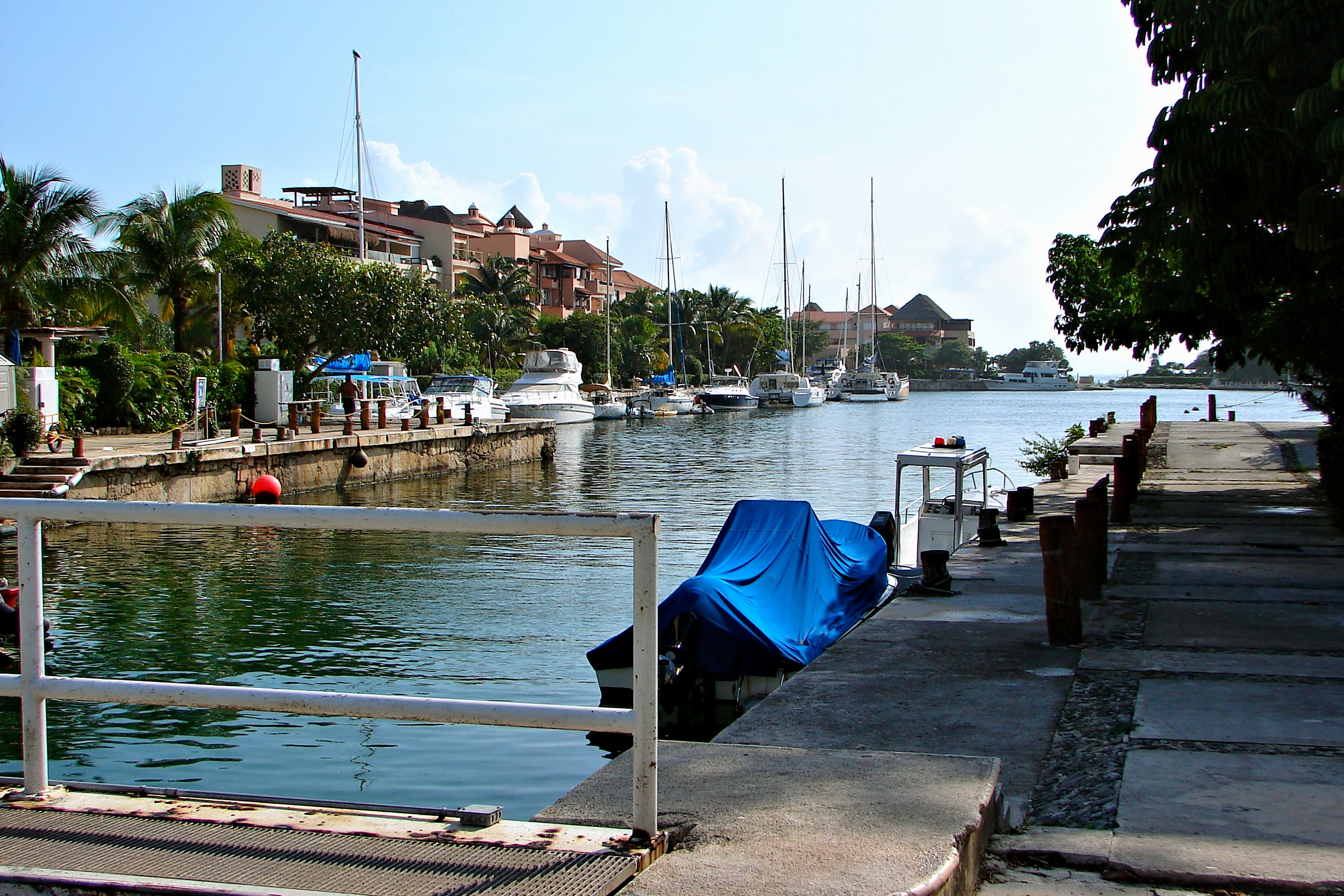
Complejo residencial Puerto Aventuras

## Escuelas en Puerto Aventuras
- Colegio Puerto Aventuras

## Hoteles en Puerto Aventuras
- Aventuras Club Marina
- Aventuras Club Laguna
- Hard Rock Hotel Riviera Maya
- Dreams Puerto Aventuras Resort & Spa
- Catalonia Riviera Maya Resort and Spa
- Puerto Aventuras Hotel & Beach Club (antes Omni Puerto Aventuras Beach Resort)
- Coral Maya Turquesa (condo-hotel)
- Villas Picalu Studios & Suites (studios )
- Hotel Chez Waffle
- Coral Maya Stay & Suites

## Actividades
En Puerto Aventuras encontramos diferentes actividades tales como:
- Buceo
- Snorkel
- Pesca
- Vida nocturna
- Nado con delfines
- Golf
- Tenis
- Vela